# ارکستر فیلارمونیک مونیخ
ارکستر فیلارمونیک مونیخ (آلمانی: Münchner Philharmoniker) یک ارکستر سمفونیک آلمانی واقع در شهر مونیخ است. این ارکستر به همراه ارکستر رادیو مونیخ، ارکستر سمفونیک رادیو باوریا و ارکستر ایالتی باوریا، یکی از چهار ارکستر سمفونی مهم مونیخ می‌باشند. برنامه‌های آن از سال ۱۹۸۵ در مرکز فرهنگی گاستیگ برگزار می‌شود.

## مدیران موسیقی
- ۱۸۹۳–۱۸۹۵ Hans Winderstein
- ۱۸۹۵–۱۸۹۷ Hermann Zumpe
- ۱۸۹۷–۱۸۹۸ فردیناند لووه
- ۱۸۹۸–۱۹۰۵ فلیکس واینگارتنر
- ۱۹۰۵–۱۹۰۸ Georg Schnéevoigt
- ۱۹۰۸–۱۹۱۴ فردیناند لووه
- ۱۹۱۹–۱۹۲۰ هانس پفیتسنر
- ۱۹۲۰–۱۹۳۸ زیگموند فون هاوزگر
- ۱۹۳۸–۱۹۴۴ Oswald Kabasta
- ۱۹۴۵–۱۹۴۸ Hans Rosbaud
- ۱۹۴۹–۱۹۶۶ Fritz Rieger
- ۱۹۶۷–۱۹۷۶ رودولف کمپه
- ۱۹۷۹–۱۹۹۶ سرجیو چلیبیداکه
- ۱۹۹۹–۲۰۰۴ جیمز لواین
- ۲۰۰۴–۲۰۱۱ کریستیان تیله‌مان
- ۲۰۱۲–۲۰۱۴ لورین مازل
- ۲۰۱۵-اکنون والری گرگیف